# Санкции в связи со вторжением России на Украину (12 пакет)
Двенадцатый пакет санкций в связи со вторжением России на Украину был принят с 18 декабря 2023 года по 22 февраля 2024 года за вторжение на Украину.

## Хронология

### 18 декабря 2023 года
ЕС принял 12-й пакет санкций в отношении России. Он включал в себя:
- запрет на прямой или косвенный импорт, покупку или передачу алмазов из России. Речь идет об алмазах, произведенных в России, а также экспортированных из России, следующих транзитом через Россию и российских алмазах, обработанных в третьих странах. Прямой запрет с 1 января 2024 года касается неиндустриальных природных и синтетических алмазов, а также ювелирных изделий с бриллиантами. Косвенный запрет на импорт российских бриллиантов при обработке — то есть огранке и/или полировке — вводиться поэтапно с 1 марта по 1 сентября 2024 года[1]
- дополнительные ограничения на импорт товаров, приносящих России значительные доходы — пропан, чугун, медную проволоку, алюминиевую проволоку, фольгу, трубы, на общую сумму стоимостью 2,2 млрд евро в год[1][2]
- расширение списка запрещенных товаров, которые могут способствовать технологическому совершенствованию российского оборонного сектора и безопасности — в него вошли химикаты, литиевые батареи, термостаты, электродвигатели постоянного тока и серводвигатели для беспилотных летательных аппаратов, станки и детали машин[1]
- включение 29 новых организаций в список напрямую поддерживающих российский военно-промышленный комплекс. Их коснутся более жёсткие экспортные ограничения на товары и технологии двойного назначения, а также на товары и технологии, способствующие улучшению российского оборонного сектора и безопасности[1]
- санкции в отношении «значительного количества дополнительных физических и юридических лиц»[1]. Под санкции попали белорусские военные и чиновники, российские граждане, способствовавшие войне в Украине и аннексии её территорий, а также предприятия оборонной сферы и «частные военные компании». Среди них[2]:
  - двоюродная племянница Владимира Путина Анна Цивилева
  - сын заместителя председателя Совета безопасности Дмитрия Медведева Илья
  - телеканалы «Царьград», «Спас» и ведущая Анна Шафран (Палюх), ныне работающая главой дирекции аналитических радиопрограмм медиахолдинга «Звезда»
  - известные ЧВК — созданная РПЦ «Андреевский крест», принадлежащие «Газпрому» «Факел» и «Поток», «Царские волки» Дмитрия Рогозина, «Конвой» главы аннексированного Крыма Сергея Аксенова, группы компаний «Редут»
  - помощник командира отряда ОМОН «Арсенал» Нацгвардии Андрей Фроленков, участвовавший в захвате Чернобыльской АЭС, и глава центра специального назначения «Витязь» Александр Белоглазов, военнослужащие которого принимали участие в оккупации Бучи
  - члены Центральной избирательной комиссии — за организацию незаконного референдума в сентябре 2022 года и незаконных выборов в сентябре 2023 года
  - председатель Московской городской думы Алексей Шапошников
  - телекоммуникационные компании и их сотрудники, работающие на оккупированных территориях Украины: «МирТелеком», «Крымтелеком», «Миранда медиа», а также генеральный директор двух последних Иван Зима
  - «АльфаСтрахование» — за сотрудничество с министерством обороны, Нацгвардией и предприятиями военной промышленности, а также страхование военной техники, которую Россия использует в Украине
  - Росфинмониторинг
- ужесточение контроля над соблюдением потолка цен на нефть, а также за продажей старых танкеров[1]:
  - усовершенствованный механизм обмена информацией позволит лучше выявлять суда и организации, которые способствуют перевозкам российской нефти[1]. Теперь каждый участник цепочки поставки должен будет предоставить детализированную информацию в любой момент, когда это понадобится властям ЕС[2].
  - вводится правила уведомления о продаже танкеров любой третьей стране — таким образом планируется сделать более прозрачным этот процесс, чтобы обнаружить старые танкеры, которые Россия может использовать в своем теневом флоте[1]
  - ЕС поручил Дании проверять и, возможно, блокировать проходящие через её воды танкеры с российской нефтью. Дания будет следить за танкерами, которые следуют без западной страховки, и проверять их на основе государственного закона об угрозе для окружающей среды. Через датские проливы проходит около 60 % от общего объёма морского экспорта российской нефти[1]
- запрет экспортерам из ЕС на реэкспорт в Россию особо важных товаров и технологий при продаже или поставке в третью страну, за исключением стран-партнёров. Требование распространяется на запрещенные предметы, используемые в российских военных системах, обнаруженные на поле боя в Украине или имеющие критически важное значение для разработки, производства или использования российских военных систем, а также на авиационные товары и вооружение[1]
- специальный механизм, направленный на предотвращение поставок из ЕС в другие страны, если товары могут быть перенаправлены в Россию[1]
- запрет гражданам России или живущим в стране владеть, контролировать или занимать должности в руководящих органах компаний, предоставляющих услуги по криптовалютам[2]
- исключения из ограничений на импорт предметов личного пользования — а именно на предметы личной гигиены или одежду, в которую одет путешествующий и которая находится в его багаже, а также для автомобилей, имеющих дипломатические номерные знаки для въезда в ЕС. Кроме того, государства-члены ЕС теперь могут разрешать въезд автомобилей граждан ЕС, проживающих в России, при условии, что они не предназначены для продажи и используются исключительно в личных целях[1].

Швейцария была включена в список стран-партнёров ЕС, которые применяют ограничения на импорт железа и стали из России.

### 20 декабря 2023 года
США:
- ввели санкции против 10 юридических и 4 физических лиц из Ирана, Малайзии, Гонконга и Индонезии, которых Вашингтон обвинил в поддержке производства иранских беспилотников[3]
- внесли изменения в правила импорта российской нефти и нефтепродуктов. Так называемый ценовой потолок будет соблюдаться строже: по новым правилам, страны, подписавшие соглашение о потолке цен, — это все страны «Группы семи», ЕС, а также Австралия — будут обязаны отчитываться о каждой коммерческой операции с сырой нефтью и нефтепродуктами российского происхождения. Отчётность для них становится заметно строже. Компании из этих стран должны предоставлять данные о каждой погрузке или разгрузке нефти, имеющей российское происхождение, а также о всех затратах, связанных с такими действиями[4]
- наложили дополнительные санкции на компании из Гонконга и Объединённых Арабских Эмиратов, которые, по мнению Вашингтона, помогают торговать российской нефтью на мировом рынке. Среди них: Bellatrix Energy и Covart Energy из Гонконга и Voliton DMCC и SUN Ship Management, зарегистрированные в ОАЭ[4].

Латвия, Литва и Эстония подписали декларацию о региональном подходе для более эффективного применения санкций ЕС в отношении России и Беларуси. В ней предусмотрено, что:
- государства обеспечат унифицированные таможенные проверки и обмен информацией
- таможенные органы будут соблюдать общие методы расследования в случае выявления нерегулярных маршрутов товаров, требуя дополнительной документации по их транзиту или конечному использованию, а также дополнительных деклараций от производителей и экспортеров для уменьшения риска обхода санкций.

Албания, Босния и Герцеговина, Исландия, Лихтенштейн, Молдавия, Норвегия, Северная Македония, Украина и Черногория присоединились к санкиям ЕС от 11 декабря 2023 года.

### 21 декабря 2023 года
Latvijas Pasts начала вскрывать письма в Россию и Беларусь для контроля отсутствия подсанкционной продукции.

### 22 декабря 2023 года
США:
- приняли решение отключать от финансовой системы страны иностранные банки, принимающие участие в сделках по поставкам товаров и технологий для военно-промышленного комплекса (ВПК) России[8]:
  - в частности, министр финансов США сможет вводить вторичные санкции в отношении иностранных финансовых учреждений, обслуживающих сделки компаний из третьих стран с предприятиями российского ВПК. Речь идет о сделках в сфере обороны, технологий, строительства, а также аэрокосмической и обрабатывающей отраслей
  - также США введут санкции против зарубежного банка, независимо от того, было ли известно финансовому учреждению, с кем оно сотрудничало
- ввела новые правила, которые ужесточили контроль за импортом и, в частности, закрыли юридические лазейки, позволявшие ввозить российскую рыбу через третьи страны[9].

Швейцария присоединилась к введённым ЕС в рамках 12-го пакета санкциям против 61 физического и 86 юридических лиц из России и Беларуси.

### 23 декабря 2023 года
Украина ввела санкции против 134 компаний и 51 физического лица. Среди них:
- фирмы, зарегистрированные в оккупированной части Запорожской области, Латвии (SIA «VIVVA M», SIA «AAMG», СИА «Вега Стивидорс», СИА «Делфин Инвестмент», СИА «Эйро Делфин Индастри»), США (US Boston Investment Corporation; Delfin Group Worldwide, LLC; Delfin Group USA LLC), Австрии (Optim Holding GmbH), Кипре и Виргинских островах
- днепровский застройщик, ныне гражданин Кипра Вадим Ермолаев (в него санкции введены сроком на 10 лет). В перечень подсанкционных компаний попали его AC Terra, AD Vinal Invest Limited, Amadon Limited и компания «Алеф Виналь Крым»
- бывший охранник Виктора Януковича Вячеслав Заневский; соучредитель банка «Ростфинанс» Евгений Юрченко; отельер Вячеслав Юткин; енакиевский депутат Сергей Евтягин; президент российского холдинга «Новотранс» Константин Гончаров; британский гражданин Джефри Хоуп; «министр здравоохранения ДНР» Дмитрий Гарцев; «министр угля и энергетики ДНР» Андрей Чертков; председатель совета директоров российской компании «Электронные офисные системы» Владимир Баласанян, и её менеджеры; генеральный директор АО «Научно-производственное объединение электромеханики» Андрей Козлов; британский и американский медиамагнат украинского происхождения, владелец Warner Music Group Леонард Блаватник
- трое представителей семьи Войниковых, граждан Украины — на них зарегистрирована подсанкционная фирма в оккупированном Бердянске, также там есть председатель совета директоров Delfin Group Томас Петровскис и другие граждане Латвии, причастные к компании.

### 26 декабря 2023 года
Южная Корея расширила список товаров, запрещенных к свободному экспорту в Россию и Беларусь, на 682 наименования. Под ограничения попали, в частности, тяжёлая строительная техника, аккумуляторы, металлообрабатывающие станки, детали самолётов, новые модели автомобилей, кондиционеры, техника, предназначенная для использования в ядерной энергетике и высокотехнологичных секторах промышленности.
Частично признанная Китайская Республика (Тайвань) ввела запрет на экспорт в Россию и Беларусь оборудования для производства полупроводников, а также некоторых химических соединений и медикаментов. Всего в список попало 45 наименований.

### 30 декабря 2023 года
Украина ввела санкции против 6 лиц, являющихся гражданами России, среди которых:
- Буркин Егор Васильевич, гражданин РФ, может использовать документы, оформленные на имя Левченко Егора Васильевича, в частности паспорт гражданина Украины и паспорт гражданина Украины для выезда за границу
- Амирханян Андрей Абрамович, гражданин РФ, может использовать документы на имя Лемишко Андрея Абрамовича, в частности паспорт гражданина Украины и паспорт гражданина Украины для выезда за границу
- Градопольцев Артем Александрович, гражданин РФ, в Украине получил удостоверение беженца
- Клипов Денис Иванович, гражданин РФ, в Украине получил удостоверение беженца
- Галямов Тимур Ильясович, гражданин РФ, пользуется документами гражданина Украины на имя Халикова Артема Эльдаровича, в частности имеет паспорт гражданина Украины и паспорт гражданина Украины для выезда за границу
- Сафиханов Альберт Минуллович, гражданин РФ, пользуется документами гражданина Украины на имя Будаева Роберта Радиковича, в частности имеет паспорт гражданина Украины и паспорт гражданина Украины для выезда за границу.

### 3 января 2024 года
ЕС ввёл дополнительные санкции против российской группы алмазодобывающих компаний «Алроса» и её генерального директора Павла Маринычева.

### 5 января 2024 года
Швеция прекратила помощь Мали, в связи с поддержкой военной хунтой последней войны России против Украины.

### 11 января 2024 года
США ввели санкции против:
- 3 российских организаций и 1 физического лица, причастных к передаче и испытанию баллистических ракет Северной Кореи для использования Россией против Украины[17]
- Ашулукского полигона и Владимирского перспективного военно-исследовательского комплекса[18]
- 2 российских Ил-76МД и 1 Ан-124[18]
- генерального директора ОАО "Государственная авиакомпания «224-й отдельный авиационный отряд» Владимира Михейчика[18].

### 18 января 2024 года
США внесли транспортную компанию Hennesea Holdings из Объединённых Арабских Эмиратов и её 17 танкеров в санкционный список за перевозку российской нефти без соблюдения «ценового потолка» в 60 долларов США за баррель.
Эстония не продлила вид на жительство главе Эстонской православной церкви Московского патриархата митрополиту Таллинского и всея Эстонии Евгению (Решетникову).

### 24 января 2024 года
Литва запретила военнослужащим и уставным служащим поездки в Россию и Беларусь.
Королевский дом Швеции исключил производителя шоколада Marabou из списка почетных поставщиков королевского двора.

### 29 января 2024 года
ЕС:
- продлил ещё на 6 месяцев, до 31 июля 2024 года, действие санкций, направленных против России за дестабилизацию ситуации в Украине[23]
- ввел санкции против Екатерины Мизулиной и возглавляемой ею «Лиги безопасного интернета»[24].

### 1 февраля 2024 года
Швейцария окончательно присоединилась к 12 пакету санкций ЕС от 18 декабря 2023 года.
Латвия запретила национальным спортивным командам играть против сборных России и Беларуси.

### 2 февраля 2024 года
США ввели санкции против 3 компаний из Ирана и Гонконга за попытки провести закупки для компаний Hamed Dehghan и Pishtan Kavosh Gosar Bohta, которые уже находятся под американскими санкциями США.
Частично признанная Китайская Республика (Тайвань):
- внесла в чёрный список компанию I Machine Technology, которая обвиняется в перенаправлении высокоточного оборудования тайваньского производства российским производителям оружия
- обратилась к тайваньским производителям, экспортирующим продукцию в такие страны, как Турция и Объединённые Арабские Эмираты, которые, как считается, имеют высокий риск повторной отправки продукции, согласиться не перенаправлять поставки в Россию и Беларусь
- увеличила штраф за первое нарушение правил экспорта в Россию более чем в 15 раз до 1 млн тайваньских долларов (32 055 долларов США).

### 7 февраля 2024 года
Частично признанная Китайская Республика (Тайвань) добавила 77 позиций в список станков, экспорт которых в Россию и Беларусь запрещен, с вступлением запрета в силу 8 марта 2024 года

### 8 февраля 2024 года
США:
- ввели санкции против 4 организаций и 1 судна за нарушение потолка цен на нефть и нефтепродукты
- ввели запрет на импорт определённых категорий алмазов — непромышленных алмазов, добываемых в России, за исключением тех, которые были существенно переработаны в третьей стране. Запрет, также направленный на ограничение иностранных доходов РФ, вступает в силу 1 марта и расширится 1 сентября, когда включит дополнительные категории
- ввели запрет на ввоз ювелирных изделий с бриллиантами и несортированных бриллиантов российского происхождения или вывезенных из России с 1 марта.

### 12 февраля 2024 года
ЕС разъяснил запрет на операции, связанные с управлением резервами, а также активами Центрального банка России (ЦБ РФ), и ввёл определённые обязательства для центральных депозитариев ценных бумаг, владеющих теми активами и резервами ЦБ РФ, которые иммобилизованы вследствие решения ЕС об ограничительных мерах.

### 15 февраля 2024 года
Латвия приступила к конфискации автомобилей с российскими номерами.

### 19 февраля 2024 года
ЕС продлил санкции против России на год.

### 20 февраля 2024 года
Республика Корея добавила 682 предмета, фактически или потенциально предназначенных для военного использования, в список товаров, которые запрещено отправлять в Россию и Беларусь, с вступлением запрета в силу 24 февраля.
Великобритания ввели санкции против 6 руководителей ИК-3 «Полярный волк» в поселке Харп в Ямало-Ненецком автономном округе, в которой содержался и был убит политик Алексей Навальный. Среди них: начальник колонии Вадим Калинин и его замы Сергей Коржов, Василий Выдрин, Владимир Пилипчик, Александр Голяков, Александр Образцов.

### 22 февраля 2024 года
Великобритания расширила список антироссийских санкций, внеся в него 50 юридических и физических лиц, в том числе руководителей предприятий «Алроса», «Мечел» и «Новатэк», а также компании из Беларуси, Китая, ОАЭ, Швейцарии и Турции. Среди них:
- глава горнодобывающей компании «Мечел» Игорь Зюзин и гендиректор алмазодобывающей компании «Алроса» Павел Маринычев
- 6 топ-менеджеров «Новатэка», управляющих проектом «Арктик — 2 СПГ» (в том числе и сам проект), и председатель совета директоров «Объединенной металлургической компании» Анатолия Седых
- владельцы Уральского горно-металлургического комбината Эдуард Чухлебов, Игорь Кудряшкин и Александр Бунин
- директор 224-го летного отряда Владимир Михейчик и само предприятие
- завод имени Свердлова в Дзержинске, Пермский пороховой, Каменск-Уральский металлургический и Челябинский кузнечно-прессовой заводы, станкостроительный завод «Саста»
- особая экономическая зона «Алабуга» и ЧВК «Редут»
- 3 компании из Китая (Finder Technology, JUHANG Aviation Technology, Beijing Micropilot Flight Control Systems), являющиеся производителями беспилотников и сопутствующих технологий
- белорусские предприятия «Завод точной электромеханики» и ОАО «Планар».

Япония включила в санкционный список товаров фрезерные и токарные станки с числовым программным управлением.
Латвия до 1 июля 2025 года запретила ввоз сельскохозяйственной и кормовой продукции, произведенной в России и Беларуси.